# Blanfordimys afghanus
Blanfordimys afghanus е вид бозайник от семейство Хомякови (Cricetidae).

## Разпространение
Видът е разпространен в Афганистан, Иран, Таджикистан, Туркменистан и Узбекистан.